# Ueli Schibler
Ueli Schibler (* 16. Juni 1947 in Olten) ist ein Schweizer Chronobiologe.
Schibler studierte ab 1967 an der Universität Bern die Fächer Biologie, Biochemie und Chemie mit dem Diplom als Studienabschluss 1972. 1975 erwarb er bei Rudolf Weber am Zoologischen Institut der Universität Bern einen Doktor in Biologie. Als Postdoktorand arbeitete Schibler bei Robert P. Perry am Fox Chase Cancer Center in Philadelphia, bevor er 1978 eine Stelle als Forscher am Schweizerischen Institut für Experimentelle Krebsforschung in Epalinges erhielt. Seit 1984 hatte er eine Professur für Molekularbiologie an der Universität Genf inne. Ende 2015 ging er in den Ruhestand.
In Arbeiten zur Genexpression in der Leber konnte Schibler zeigen, dass die dortige Synthese des Transkriptionsfaktors DBP einem strengen Tagesrhythmus unterworfen ist. Schibler befasste sich im Folgenden überwiegend mit den molekularen Grundlagen der circadianen Rhythmik Gewebe-spezifischer Genexpression bei Säugetieren. Er untersuchte den Einfluss des master pacemakers im Nucleus suprachiasmaticus zur Synchronisation anderer Taktgeber im Organismus und konnte zeigen, dass diese Synchronisation über Mechanismen wie Nahrungsaufnahme, Ruhe und Aktivität, Körpertemperatur oder Hormonausschüttung vermittelt wird.
Schibler gehörte zu den Herausgebern unter anderem folgender wissenschaftlicher Fachzeitschriften: Cell, The EMBO Journal, Biological Chemistry, Journal of Biological Rhythms.
1983 erhielt Schibler den Friedrich-Miescher-Preis des Schweizerischen Instituts für Experimentelle Krebsforschung, 1986 den Cloëtta-Preis (mit Walter Schaffner), 1996 den Otto Naegeli-Preis und 2000 den Louis-Jeantet-Preis. Seit 1988 ist er Mitglied der European Molecular Biology Organization (EMBO), seit 1990 der Academia Europaea, seit 2022 der National Academy of Sciences.
Schibler ist verheiratet und hat zwei Kinder.